# Признаки беременности
Раннее диагностирование беременности и определение её срока важно не только с точки зрения акушерства, но и из-за того, что анатомические, физиологические и гормональные изменения, которые наступают после зачатия, могут оказывать существенное влияние на протекание экстрагенитальных заболеваний, которые имеются в анамнезе будущей роженицы. Установление точного срока беременности чрезвычайно важно для проведения полноценного обследования и адекватного ведения беременности и родов. Диагностика беременности на ранних сроках может представлять значительные трудности, так как стрессы, приём лекарственных препаратов и некоторые из эндокринных заболеваний по симптомам могут имитировать состояние беременности. Помимо этого, ложные «признаки беременности» могут присутствовать при психических расстройствах, в частности истерической беременности. Тест на беременность в виде измерения уровеня гормона ХГЧ позволяет исключить подобные случаи. В настоящее время в связи с широким внедрением в акушерскую практику УЗИ — диагностики признаки беременности, описанные в классических учебниках по гинекологии и акушерству, уже не столь значимы. Все признаки, позволяющие диагностировать беременность, делят на предположительные (сомнительные), вероятные и достоверные. Они могут быть основаны на субъективных или объективных данных.

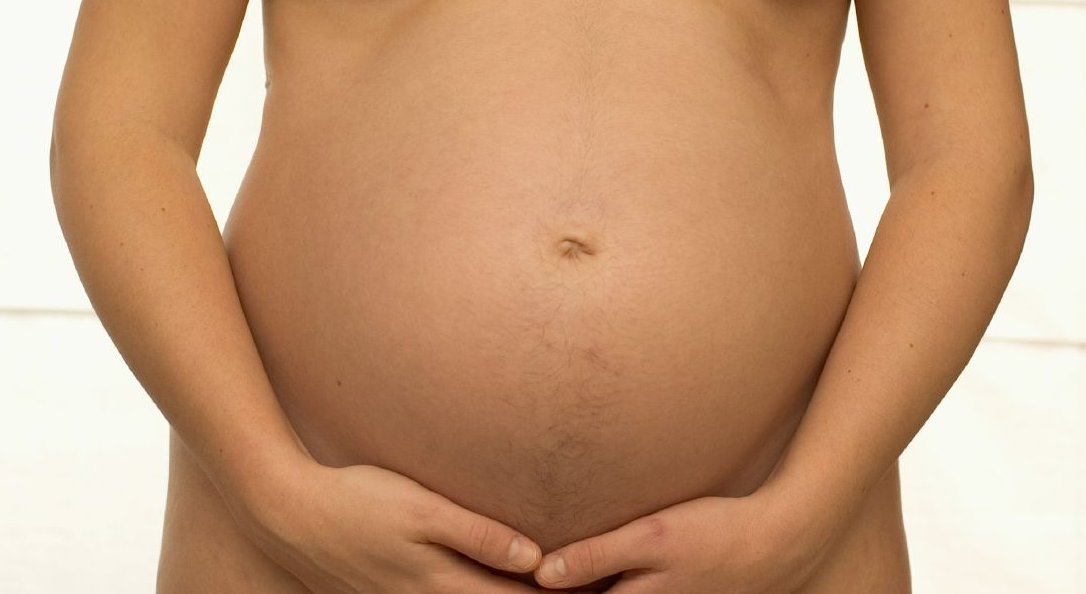
Увеличение объёма живота — один из признаков

## Предположительные признаки беременности
К предположительным признакам беременности относятся те, которые основаны на субъективных данных:
- Рвота или тошнота (особенно в утренние часы), изменение аппетита и пищевых пристрастий, извращение вкуса (желание употреблять в пищу глину, мел, известь и т. п.)[2];
- Функциональные изменения нервной системы: эмоциональная лабильность (частые смены настроения)[3], плаксивость, головокружение, замкнутость, раздражительность, обострение слуха, обоняния[2];
- Учащённое мочеиспускание;
- Нагрубание молочных желёз, их повышенная чувствительность;
- Изменение пигментации кожи на лице, в области сосков и околососковых кружков, по белой линии живота[2];
- Появление рубцов (полос) беременности на молочных железах, бёдрах, коже живота;
- Метаболические изменения: увеличение живота в объёме (в связи с отложением жира в подкожном слое)[2];
- Диспепсия, ощущение тяжести в эпигастральной (подложечной) области[2].

## Вероятные признаки (объективные признаки, определяемые при осмотре)

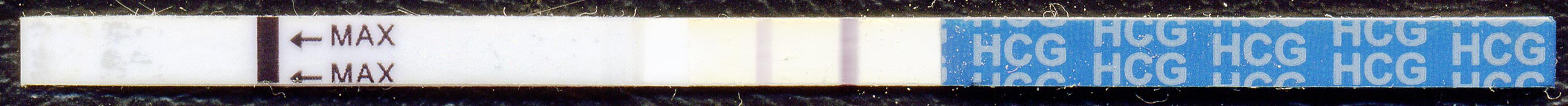
Экспресс-тест на беременность

- Аменорея (прекращение менструаций);
- Увеличение молочных желёз, появление молозива;
- Синюшность слизистой влагалища и шейки матки;
- Изменение формы, объёма, консистенции матки;
- Увеличение матки с 5—6 недели, сначала в переднезаднем размере, затем и в поперечном;
- Симптом Горвица Гегара: размягчение матки, особенно в области перешейка. При двуручном исследовании пальцы соприкасаются в области перешейка без сопротивления. Характерен для 6—8 недели от последней менструации;
- Признак Снегирёва: изменчивость консистенции матки: при механическом раздражении или двуручном исследовании матка сначала мягкая и не контурируется, затем уплотняется и сокращается;
- Признак Пискачека[англ.]: на ранних сроках наблюдается асимметрия матки, выпячивание одного из углов, где прошла имплантация. С возрастанием срока исчезает;
- Признак Губарева и Гаусса: в ранние сроки отмечается лёгкая подвижность шейки, что связано со значительным размягчением перешейка;
- Признак Гентера: в ранние сроки из-за размягчения перешейка отмечается перегиб матки спереди и гребневидное утолщение на передней поверхности матки по срединной линии. Определяется не всегда;
- Признак Чедвика[англ.]: в первые 6—8 недель беременности цианотичность шейки матки.

## Несомненные (достоверные) признаки — во второй половине беременности
- определяется сердцебиение плода (с помощью акушерского стетоскопа можно выслушать сердечные сокращения плода);
- ощущение шевеление плода (первородящая — на 18—20 неделе, повторнородящая — на 16—18 неделе);
- пальпации крупных и мелких частей плода или его движений (начиная со 2 триместра беременности). При осуществлении пальпации живота приёмами Леопольда-Левицкого (наружные приёмы акушерского обследования) определяют положение, позицию, вид, предлежание плода и отношение предлежащей части к малому тазу;
- на рентгенограмме и эхограмме определяется скелет плода.

Положительный результат иммунологических тестов на беременность относится к признакам вероятно указывающим на наступление беременности. Определение уровня ß-субъединицы хорионического гонадотропина в сыворотке крови позволяет диагностировать беременность через несколько суток после имплантации эмбриона.
Достоверные или же несомненные признаки беременности свидетельствуют о нахождении плода в полости матки. Самую достоверную информацию для диагностирования беременности получают основываясь на результатах ультразвукового исследования (УЗИ). При проведении трансабдоминального сканирования беременность можно диагностировать на сроке 4-5 недель, а при трансвагинальной эхографии на 3,5—4 неделе.
Беременность на ранних сроках диагностируют на основании определения в полости матки плодного яйца, желточного мешка, эмбриона и его сердечных сокращениях. На более поздних сроках при визуализации плода (плодов). Сердечная деятельность плода определяется на сроке 5—6 недель беременности, а двигательная активность на 7—8 неделе.